# Oscar (skak)
 For alternative betydninger, se Oscar (flertydig). (Se også artikler, som begynder med Oscar)
Skakkens Oscar var en international hædersbevisning, som 1967-2013 tildeltes en fremtrædende skakspiller. Vinderen blev udpeget ved afstemning blandt skakeksperter fra hele verden, herunder skakstormestrene. Med titlen fulgte en statuette af bronze med titlen Den fascinerede vandrer, og udmærkelsen nød høj anseelse i skakverdenen, fordi den sås som en anerkendelse fra kolleger. Den adskilte sig fra andre titler og udmærkelser ved principielt ikke kun at se på rating eller ranglisteplacering, men kan inddrage spillerens totale indsats, resultater og udvikling.
I 1995overtog det russiske skaktidsskrift 64 uddelingen og koordination af afstemningen. Afstemningen foregik ved, at vælgerne listede deres kandidater i den foretrukne rækkefølge. Hver førsteplads på en liste gav spilleren 13 points, 2. pladser giver 11, 3. pladser 9, 4. pladser 7 og derefter 6, 5, 4... indtil 1 point for 10. pladsen. Vinderen var den, som herved samlet opnåede det største antal points.
Sidste uddeling var i 2013, da tidskriftet bag ophørte.

## Historie
Ideen til en sådan uddeling opstod ved skakturneringen i Palma de Mallorca 1967, hvor de akkrediterede skakjournalister stemte om, hvem der havde ydet årets mest bemærkelsesværdige præstation. Den danske stormester Bent Larsen, som de kaldte "skakbrættets koldblodige dræber", vandt afstemningen.
Året efter grundlagdes Den internationale forening for skakjournalister (Association Internationale de la Press Echiqueene, AIPE) på initiativ af Jorge Puch og med danskeren Sven Novrup som præsident. Denne forening stod derefter for uddeling og stemmeoptælling indtil Jorge Puch's død i 1989, hvorefter uddelingen var afbrudt, indtil 64 tog den op igen. Kredsen af vælgere udvidedes efterhånden til at omfatte stormestre, dommere, turneringsarrangører, skakofficials etc.
De første år var statuetten en bonde på et muldyr, i 1976 var det en bjørneunge i et egetræ (efter en statue, der står på torvet i Madrid) og derefter i næsten 15 år en sølvstatuette af en pige under en paraply, modelleret efter skulpturen som udsmykker det berømte springvand i Barcelona.

## Vindere og topplaceringer

### Seneste vindere
| År   | Spiller           | Land    |
| ---- | ----------------- | ------- |
| 2012 | Magnus Carlsen    | Norge   |
| 2011 | Magnus Carlsen    | Norge   |
| 2010 | Magnus Carlsen    | Norge   |
| 2009 | Magnus Carlsen    | Norge   |
| 2008 | Viswanathan Anand | Indien  |
| 2007 | Viswanathan Anand | Indien  |
| 2006 | Vladimir Kramnik  | Rusland |

### Tidligere vindere
| År   | Oscar-vinder       | Land          | 2. Plads              | Land          | 3. Plads             | Land           |
| ---- | ------------------ | ------------- | --------------------- | ------------- | -------------------- | -------------- |
| 2005 | Topalov, Veselin   | Bulgarien     | Anand, Viswanathan    | Indien        | Aronian, Levon       | Armenien       |
| 2004 | Anand, Viswanathan | Indien        | Kasparov, Garry       | Rusland       | Leko, Peter          | Ungarn         |
| 2003 | Anand, Viswanathan | Indien        | Svidler, Peter        | Rusland       | Kramnik, Vladimir    | Rusland        |
| 2002 | Kasparov, Gary     | Rusland       | Leko, Peter           | Ungarn        | Anand, Viswanathan   | Indien         |
| 2001 | Kasparov, Gary     | Rusland       | Kramnik, Vladimir     | Rusland       | Ponomariov, Ruslan   | Ukraine        |
| 2000 | Kramnik, Vladimir  | Rusland       | Anand, Viswanathan    | Indien        | Kasparov, Gary       | Rusland        |
| 1999 | Kasparov, Gary     | Rusland       | Kramnik, Vladimir     | Rusland       | Khalifman, Alexander | Rusland        |
| 1998 | Anand, Viswanathan | Indien        | Morozevich, Alexander | Rusland       | Kasparov, Gary       | Rusland        |
| 1997 | Anand, Viswanathan | Indien        | Kasparov, Gary        | Rusland       | Kramnik, Vladimir    | Rusland        |
| 1996 | Kasparov, Gary     | Rusland       | Topalov, Veselin      | Bulgarien     | Karpov, Anatoly      | Rusland        |
| 1995 | Kasparov, Gary     | Rusland       | Karpov, Anatoly       | Rusland       | Kramnik, Vladimir    | Rusland        |
| 1988 | Kasparov, Gary     | Sovjetunionen | Karpov, Anatoly       | Sovjetunionen | Speelman, Jonathan   | Storbritannien |
| 1987 | Kasparov, Gary     | Sovjetunionen | Karpov, Anatoly       | Sovjetunionen | Timman, Jan          | Holland        |
| 1986 | Kasparov, Gary     | Sovjetunionen | Karpov, Anatoly       | Sovjetunionen | Sokolov, Andrej      | Sovjetunionen  |
| 1985 | Kasparov, Gary     | Sovjetunionen | Karpov, Anatoly       | Sovjetunionen | Timman, Jan          | Holland        |
| 1984 | Karpov, Anatoly    | Sovjetunionen | Kasparov, Gary        | Sovjetunionen | Timman, Jan          | Holland        |
| 1983 | Kasparov, Gary     | Sovjetunionen | Karpov, Anatoly       | Sovjetunionen | Korchnoi, Victor     | Sovjetunionen  |
| 1982 | Kasparov, Gary     | Sovjetunionen | Karpov, Anatoly       | Sovjetunionen | Andersson, Ulf       | Sverige        |
| 1981 | Karpov, Anatoly    | Sovjetunionen | Timman, Jan           | Holland       | Korchnoi, Victor     | Sovjetunionen  |
| 1980 | Karpov, Anatoly    | Sovjetunionen | Korchnoi, Victor      | Sovjetunionen | Kasparov, Gary       | Sovjetunionen  |
| 1979 | Karpov, Anatoly    | Sovjetunionen | Tal, Mikhail          | Sovjetunionen | Korchnoi, Victor     | Sovjetunionen  |
| 1978 | Korchnoi, Victor   | Sovjetunionen | Karpov, Anatoly       | Sovjetunionen | Timman, Jan          | Holland        |
| 1977 | Karpov, Anatoly    | Sovjetunionen | Korchnoi, Victor      | Sovjetunionen | Romanishin, Oleg     | Sovjetunionen  |
| 1976 | Karpov, Anatoly    | Sovjetunionen | Larsen, Bent          | Danmark       | Mecking, Enrike      | Brasilien      |
| 1975 | Karpov, Anatoly    | Sovjetunionen | Ljubojevic, Ljubomir  | Jugoslavien   | Geller, Ewfim        | Sovjetunionen  |
| 1974 | Karpov, Anatoly    | Sovjetunionen | Korchnoi, Victor      | Sovjetunionen | Tal, Mikhail         | Sovjetunionen  |
| 1973 | Karpov, Anatoly    | Sovjetunionen | Spassky, Boris        | Sovjetunionen | Portisch, Lajos      | Ungarn         |
| 1972 | Fischer, Bobby     | USA           | Spassky, Boris        | Sovjetunionen | Portisch, Lajos      | Ungarn         |
| 1971 | Fischer, Bobby     | USA           | Petrosjan, Tigran     | Sovjetunionen | Korchnoi, Victor     | Sovjetunionen  |
| 1970 | Fischer, Bobby     | USA           | Spassky, Boris        | Sovjetunionen | Larsen, Bent         | Danmark        |
| 1969 | Spassky, Boris     | Sovjetunionen | Korchnoi, Victor      | Sovjetunionen | Petrosjan, Tigran    | Sovjetunionen  |
| 1968 | Spassky, Boris     | Sovjetunionen | Korchnoi, Victor      | Sovjetunionen | Larsen, Bent         | Danmark        |
| 1967 | Larsen, Bent       | Danmark       |                       |               |                      |                |